# Serhij Matvjejev
Serhij Leonidovyč Matvjejev (in ucraino Сергій Леонідович Матвєєв?; Kiev, 29 gennaio 1975) è un ex ciclista su strada, pistard e dirigente sportivo ucraino. Nell'inseguimento a squadre su pista fu medaglia d'argento ai Giochi olimpici di Syndey 2000, campione del mondo 1998 e due volte medaglia d'argento mondiale di specialità. Fu poi professionista su strada dal 2001 al 2010.

## Carriera
Matvjejev iniziò la sua carriera ciclistica correndo principalmente su pista. Nel 1996 partecipò alla prova di inseguimento a squadre ai Giochi olimpici di Atlanta. Nel 1998 riuscì a conquistare il titolo mondiale di inseguimento a squadre, in quartetto con Oleksandr Fedenko, Ruslan Pidhornyj e Oleksandr Symonenko, dopo essere già stato secondo ai Mondiali nel 1995 e nel 1997. Nel 2000 vinse quindi la medaglia d'argento ai Giochi olimpici di Sydney 2000: nell'occasione, il quartetto ucraino composto da Serhij Černjavs'kyj, Oleksandr Fedenko e Oleksandr Symonenko, dopo aver superato Paesi Bassi e Gran Bretagna (facendo segnare il record del mondo con 4'00"830) venne battuto in finale dalla Germania. Tra il 1997 e il 2000 Matvjejev vinse anche quattro prove di Coppa del mondo, tre nell'inseguimento a squadre e uno nell'individuale.
Negli stessi anni iniziò a dedicarsi anche alle gare su strada. Già campione nazionale 1999 a cronometro, nel 2000 gareggiò da dilettante Elite in Italia con la formazione brianzolo-pistoiese Zoccorinese-Vellutex, vincendo tra le altre la Firenze-Viareggio e la Gara Milionaria di Montappone; in stagione corse anche la cronometro su strada dei Giochi di Sydney e si classificò ottavo nella cronometro Elite dei Mondiali di Plouay. Passò professionista nel 2001, messo sotto contratto dalla Ceramiche Panaria-Fiordo di Bruno Reverberi, squadra tra le cui file rimase fino al 2007.
Nel 2001 centrò subito il primo successo nella massima categoria, al Circuit des Mines in Francia. L'anno successivo corse il suo primo Giro d'Italia e ottenne un'altra vittoria nello stesso Circuit des Mines, il primo dei suoi cinque successi in gare a cronometro, specialità in cui si mise maggiormente in evidenza. Proprio a cronometro nel 2003 vinse il suo secondo titolo nazionale. Pur con poche opportunità di mostrare le sue doti nelle cronometro, non si lasciò sfuggire le poche occasioni che gli si presentarono e, nel 2004 e nel 2005, vinse la Firenze-Pistoia, classica per cronoman. Nel 2006 ottenne un altro successo a cronometro, stavolta al Tour de Langkawi in Malaysia, e prese parte al Giro d'Italia, dove provò varie volte ad attaccare in tappe pianeggianti, senza mai ottenere risultati di rilievo.
Nel 2007 conquistò il Grand Prix de la Ville de Rennes, arrivando in solitaria dopo aver staccato tutti gli altri componenti della fuga, e si mise in mostra anche sul pavé con un quarto posto nella classifica finale della Tre Giorni di La Panne. Dopo la stagione 2008 con la Continental sammarinese Cinelli-OPD, chiuse la propria carriera da corridore nel 2009 dopo un'annata con la nuova formazione ucraino-toscana ISD-Neri. Nella stagione 2010 ricoprì il ruolo di direttore sportivo della ISD Continental Team.

## Palmarès

### Strada
- 1999 (dilettanti)

Campionati ucraini, Prova a cronometro
- 2000 (dilettanti/Ceramiche Panaria-Gaerne, una vittoria)

Giro Riviera delle Palme
Gran Premio San Flaviano
G.P. Industria, Commercio ed Artigianato di Vignole di Quarrata
Firenze-Viareggio
Gara Milionaria di Montappone
Gran Premio d'Europa (cronocoppie, con Dario Andriotto)
- 2001 (Ceramiche Panaria-Fiordo, una vittoria)

1ª tappa Circuit des Mines (Briey > Audiun le Tiche)
- 2002 (Ceramiche Panaria-Fiordo, una vittoria)

3ª tappa Circuit des Mines (Rombas > Rombas, Cronometro)
- 2003 (Ceramiche Panaria-Fiordo, una vittoria)

Campionati ucraini, Prova a cronometro
- 2004 (Ceramiche Panaria-Margres, una vittoria)

Firenze-Pistoia
- 2005 (Ceramiche Panaria-Navigare, una vittoria)

Firenze-Pistoia
- 2006 (Ceramiche Panaria-Navigare, una vittoria)

9ª tappa Tour de Langkawi (Malacca > Malacca)
- 2007 (Ceramiche Panaria-Navigare, una vittoria)

Grand Prix de la Ville de Rennes

### Pista
- 1997

3ª prova Coppa del mondo, Inseguimento a squadre (Fiorenzuola d'Arda, con Serhij Černjavs'kyj, Oleksandr Fedenko e Oleksandr Symonenko)
4ª prova Coppa del mondo, Inseguimento a squadre (Quartu Sant'Elena, con Bohdan Bondarjev, Oleksandr Fedenko e Oleksandr Symonenko)
- 1998

Campionati del mondo, Inseguimento a squadre (con Oleksandr Fedenko, Ruslan Pidhornyj e Oleksandr Symonenko)
- 1999

4ª prova Coppa del mondo, Inseguimento a squadre (Fiorenzuola d'Arda, con Serhij Černjavs'kyj, Oleksandr Fedenko e Oleksandr Symonenko)
- 2000

4ª prova Coppa del mondo, Inseguimento individuale (Torino)

## Piazzamenti

### Grandi Giri
- Giro d'Italia

2002: ritirato (6ª tappa)
2006: 142º
- Vuelta a España

2001: ritirato (9ª tappa)

### Classiche monumento
- Milano-Sanremo

2001: 130º
2002: 113º
2003: 139º
2004: 134º
2005: 141º
2006: 99º
- Giro di Lombardia

2004: ritirato
2005: ritirato

### Competizioni mondiali
- Campionati del mondo su strada

Valkenburg 1998 - Cronometro Elite: 16º
Verona 1999 - Cronometro Elite: 34º
Plouay 2000 - Cronometro Elite: 8º
Hamilton 2003 - Cronometro Elite: 23º
Verona 2004 - Cronometro Elite: 19º
Varese 2008 - Cronometro Elite: 40º
- Campionati del mondo su pista

Hamar 1993 - Inseguimento a squadre: 4º
Bogotà 1995 - Inseguimento a squadre: 2º
Perth 1997 - Inseguimento a squadre: 2º
Bordeaux 1998 - Inseguimento individuale: 6º
Bordeaux 1998 - Inseguimento a squadre: vincitore
Berlino 1999 - Inseguimento individuale: 5º
Berlino 1999 - Inseguimento a squadre: 4º
- Giochi olimpici

Atlanta 1996 - Inseguimento a squadre: 7º
Sydney 2000 - Inseguimento individuale: 7º
Sydney 2000 - Inseguimento a squadre: 2º
Sydney 2000 - Cronometro: 18º
Atene 2004 - Inseguimento a squadre: 6º